# Arapiraca
Arapiraca là một đô thị thuộc bang Alagoas, Brasil. Đô thị này có diện tích 351 km², dân số năm 2007 là 208447 người, mật độ 593,86 người/km².